# گمینا رادووو ماوه
گمینا رادووو ماوه (به لهستانی:  Gmina Radowo Małe) یک گمینا در لهستان است که در شهرستان ووبز واقع شده‌است. گمینا رادووو ماوه ۱۸۰٫۴۰ کیلومتر مربع مساحت و ۳٬۷۶۰ نفر جمعیت دارد.